# Промегакариоцит

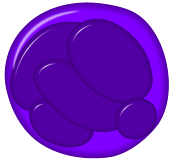
Промегакариоцит

Промегакариоцит — это клетка-предшественник мегакариоцита, происходящая от мегакариобласта.
Стадии развития мегакариоцита: гемоцитобласт → мегакариобласт → промегакариоцит → мегакариоцит